# Vistträsk
Vistträsk (umesamiska, Vistiege) är en tätort i Älvsbyns kommun. Orten är belägen 17 km väster om Älvsbyn och 18 km söder om Vidsel vid sjön Södra Vistträsket och utmed riksväg 94. 

## Befolkningsutveckling
| Befolkningsutvecklingen i Vistträsk 1960–2020 | Befolkningsutvecklingen i Vistträsk 1960–2020 | Befolkningsutvecklingen i Vistträsk 1960–2020 | Befolkningsutvecklingen i Vistträsk 1960–2020 | Befolkningsutvecklingen i Vistträsk 1960–2020 |
| --------------------------------------------- | --------------------------------------------- | --------------------------------------------- | --------------------------------------------- | --------------------------------------------- |
|                                               |                                               |                                               |                                               |                                               |
| År                                            |                                               |                                               | Folkmängd                                     | Areal (ha)                                    |
| 1960                                          | 1960                                          |                                               | 308                                           |                                               |
| 1965                                          | 1965                                          |                                               | 287                                           |                                               |
| 1970                                          | 1970                                          |                                               | 254                                           |                                               |
| 1975                                          | 1975                                          |                                               | 262                                           |                                               |
| 1980                                          | 1980                                          |                                               | 275                                           |                                               |
| 1990                                          | 1990                                          |                                               | 301                                           | 43                                            |
| 1995                                          | 1995                                          |                                               | 283                                           | 43                                            |
| 2000                                          | 2000                                          |                                               | 276                                           | 43                                            |
| 2005                                          | 2005                                          |                                               | 258                                           | 43                                            |
| 2010                                          | 2010                                          |                                               | 248                                           | 43                                            |
| 2015                                          | 2015                                          |                                               | 251                                           | 49                                            |
| 2020                                          | 2020                                          |                                               | 212                                           | 51                                            |
|                                               |                                               |                                               |                                               |                                               |

## Samhället
I Vistträsk finns en lanthandel för de viktigaste behoven, det finns även fin sjö att bada och fiska i. Här finns en F-3 skola och de äldre barnen går i skola i Vidsel eller Älvsbyn.